# Benthophilus nudus
Benthophilus nudus es una especie de peces de la familia de los Gobiidae en el orden de los Perciformes.

## Morfología
Los machos pueden llegar a alcanzar los 15,6 cm de longitud total.

## Distribución geográfica
Se encuentra en la Mar Negro y los lagos del delta del río Danubio.

## Observaciones
Es inofensivo para los humanos.